# 日雇健康保険
日雇健康保険（ひやといけんこうほけん）とは、健康保険法等を根拠とする、日々雇い入れをされる労働者（有期労働契約）を対象とした公的医療保険である。1984年（昭和59年）9月30日までは「日雇労働者健康保険法」(昭和28年8月14日法律第207号）に基づいて行われてきたが、同年10月1日より健康保険法に統合され、一般の健康保険の特例（健康保険法の第5章は「日雇特例被保険者に関する特例」として、一般の被保険者とは別建てで規定が設けられている）として行われている。加入者は「法第3条第2項被保険者」と統計上呼称される。
高度経済成長期においては日雇労働者の雇入れが様々な産業現場で恒常化していたが、日雇労働者の絶対数減少とかつて日雇労働者であった者の高齢化により被保険者は減少傾向にある。
- 健康保険法について、以下では条数のみ記す。

## 被保険者
健康保険法において「日雇労働者」とは、以下のいずれかに該当する者をいう（第3条8項）。一般の被保険者としての適用を除外されている者の一部が該当する。
- 臨時に使用される者であって、日々雇い入れられる者（同一の事業所において1月を超えて引き続き使用されるに至った場合を除く）。
  - 「1月」の計算においては、事業所の公休日は労務に服したものとみなして計算する。
- 臨時に使用される者であって、2月以内の期間を定めて使用される者（同一の事業所において、所定の期間を超え、引き続き使用されるに至った場合を除く）。
- 季節的業務に使用される者（継続して4月を超えて使用されるべき場合を除く）。
- 臨時的事業の事業所に使用される者（継続して6月を超えて使用されるべき場合を除く）。

健康保険法において「日雇特例被保険者」とは、原則として、適用事業所に使用される日雇労働者をいう（第3条2項）
なお、休業のまま引き続き使用される場合、単に健康保険の給付を受けるために使用関係を継続させる場合は被保険者資格を取得しないこととされる。

### 適用除外
後期高齢者医療の被保険者たる者、および以下のいずれかに該当するものとして厚生労働大臣の承認を受けた者は日雇労働被保険者とならない（第3条8項）。
- 適用事業所において引き続く2月間に通算して26日以上使用される見込みのないことが明らかであるとき
- 任意継続被保険者であるとき
- その他特別の理由があるとき（他に本業を有する者、昼間学生、専業主婦等）

## 保険者
日雇健康保険の保険者は、全国健康保険協会とされ（第123条1項）、健康保険組合のある事業所で使用される場合であっても健康保険組合の組合員となることはできない。日雇特例被保険者手帳の交付、日雇特例被保険者に係る保険料の徴収及び日雇拠出金の徴収並びにこれらに付帯する事務は、厚生労働大臣が行う（第123条2項）。また、日雇特例被保険者手帳に関する事務、受給資格者票に関する事務、保険料の納付状況や被扶養者の確認に関する事務は、厚生労働大臣の指定を受けた一部の市町村長が事務取扱を行う（施行規則第114条）。

## 日雇特例被保険者手帳
日雇労働者は、日雇特例被保険者となったときは、原則として5日以内に、厚生労働大臣（日本年金機構に事務委任）に日雇特例被保険者手帳の交付を申請しなければならない（第126条1項）。また日雇特例被保険者が、介護保険第2号被保険者に該当することになった・ならなくなったときは、直ちに日雇特例被保険者手帳の交換を申請しなければならない（施行規則第116条）。日雇特例被保険者は、被扶養者を有するときは日雇特例被保険者手帳の交付の申請を行う際に、日雇特例被保険者手帳の交付を受けた後に被扶養者を有するに至ったときは5日以内に被扶養者届を協会又は委託市町村長に提出しなければならない（施行規則第120条）。

## 健康保険印紙
日雇特例被保険者の賃金日額を等級区分に当てはめて、標準賃金日額を決定する。第1級（標準賃金日額3,000円）から第11級（標準賃金日額24,750円）までの等級が定められており（第124条1項）、各等級につき介護保険該当・非該当の2種類、合計で22券種の健康保険印紙が存在する。被保険者手帳に貼付される印紙等級は確認事務における受給月数計算には影響しないが、傷病手当金等の算出根拠となる。
適用事業の事業主であって日雇労働者を使用する者は、健康保険印紙購入通帳交付申請書を厚生労働大臣（日本年金機構に権限委任）に提出して、健康保険印紙購入通帳の交付を受けなければならない。そして事業主は、当該通帳に所定の事項を記入して、健康保険印紙を販売する郵便局（日本郵便株式会社の営業所）に提出して、健康保険印紙を購入する。標準賃金日額に係る保険料の納付は、日雇被保険者が提出する日雇特例被保険者手帳に健康保険印紙をはり、これに消印して行わなければならない。
月別の雇い入れられた日毎に被保険者手帳に貼られる通算印紙枚数により被保険者の受給月数が決まる。保険者による確認事務によって計算された受給月数によって被保険者受給資格者票（保険証に相当）の受給資格確認欄の該当月に確認印が交付される（第129条3項）。1日に2以上の事業所に使用される場合、原則として初めに使用する事業所が保険料を納付する。日雇特例被保険者に賞与が支給される場合は、賞与額（1,000円未満切り捨て、日当たりの上限40万円）に所定の保険料率を乗じた保険料額が加算される。
保険料の負担割合は、各等級区分ごとに額が定められていて、おおむね事業主負担が被保険者負担よりも重くなっている。一方、賞与部分については労使折半である。

## 保険給付
日雇特例被保険者に係る保険給付の種類は、以下の点で一般の被保険者やその被扶養者の場合と異なる。保険料納付要件が問われるのが最大の違いである。
日雇特例被保険者の本人給付と一般の被保険者の本人給付（労災保険、介護保険の給付を含み、国民健康保険の給付を含まない）が競合する場合は、後者が優先して支給され、前者は支給されない。一方、日雇特例被保険者の本人給付と一般の被保険者の家族給付が競合する場合は、いずれか一方の給付を受けたときは他方の給付はその限度において行わない（第128条）。

### 療養の給付等
日雇特例被保険者が療養の給付を受けるには、その疾病又は負傷について初めて療養の給付を受ける日（受給日）の属する月の前「2か月間で通算して26枚以上」または「6か月間で通算して78枚以上」の印紙が貼付されていなければならない（保険料納付要件、第129条2項1号）。支給期間は療養の給付の開始日から1年（結核性疾病の場合は5年）である（第129条2項2号）。療養の給付を受けようとするときは、受給資格者票を自ら選定する保険医療機関等（健康保険組合が開設する病院等を除く）に提出して行う（第129条4項）。
なお、以下のような場合には、受給資格の確認の例外として、翌月だけでなく翌々月以降の資格も同時に確認される。
- 1か月間で通算して26枚以上　→　翌月と翌々月の資格を確認
- 3か月間で通算して78枚以上　→　翌月以降4か月分の資格を確認
- 4か月間で通算して78枚以上　→　翌月以降3か月分の資格を確認
- 5か月間で通算して78枚以上　→　翌月と翌々月の資格を確認

健康保険法上のその他の給付（「入院時食事療養費」「入院時生活療養費」「保険外併用療養費」「家族療養費」等々）についても、保険料納付要件を満たすことにより、支給開始日から1年（結核性疾病の場合は5年）を限度として、給付を受けることができる（第130~134条）。

### 特別療養費
例えば、5月10日に被保険者手帳を交付された場合、初回の受給資格確認は「6月と7月の通算印紙枚数（=就労日数）」で行われ、26枚以上の場合は8月1日から8月31日までの受給期間が確認されることになる。この場合、5月10日から7月31日までの間の無保険状態を回避するため、被保険者の申請により特別療養費受給票が保険者から交付される（第145条5項、施行規則第130条）。
特別療養費の給付は、初めて手帳の交付を受けた日・有効期間満了後の再交付の日から2か月以降の直近月末日（=2か月以上3か月未満の期間）を限度として行う。特別療養費受給票を自ら選定する保険医療機関等に提出し、現物給付の方式で支給される（第145条1項）。日雇特例被保険者は、特別療養費受給票の有効期間が経過したとき、又は受給資格者票の交付を受けたときは、速やかに、特別療養費受給票を協会又は委託市町村に返納しなければならない（施行規則第133条1項）。

### 傷病手当金
日雇特例被保険者に傷病手当金が支給されるためには、療養の給付と同様の保険料納付要件を満たし、かつ以下の要件をすべて満たさなければならない（第135条1項）。
- 労務不能となった際にその原因となった傷病について療養の給付等を受けていたこと
  - 自費で療養した場合や、第三者の加害行為の場合において当該第三者が全額費用負担した場合などは、支給されない。
- 療養のため労務に服することができないこと
- 継続した3日間の待期を満たしたこと

傷病手当金の支給期間は、その支給を始めた日から起算して6ヶ月（結核性疾病の場合は1年6ヶ月）が限度である。支給額は、当該納付期間（前2月又は6月）において保険料が納付された日に係るその者の標準賃金日額の各月ごとの合算額のうち最大のものの45分の1に相当する額である（第135条2項、3項）。
日雇特例被保険者に出産手当金が支給される場合は、その期間、傷病手当金は支給されない。ただし、傷病手当金の額が出産手当金の額を超えるときは、その差額が支給される（第139条）。

### 出産に関する給付
日雇特例被保険者本人が出産した場合において、その出産の日の属する月の前4月間に通算して26枚以上の印紙が貼付されていれば、出産育児一時金として一般の被保険者の場合と同様の額（現行法では一児につき、404,000円に、所定の要件を満たしたときは16,000円を加算）が支給される（第137条、施行令第36条）。つまり、保険料納付要件が緩和されるのである。日雇特例被保険者の被扶養者が出産した場合においては、療養の給付と同様の保険料納付要件を満たした場合は、家族出産育児一時金として同様の額が支給される（第144条）。
出産育児一時金の支給を受けることができる日雇特例被保険者には、出産の日以前42日（多胎妊娠の場合は98日）から出産の日後56日までの間において労務に服さなかった期間、出産手当金が支給される。支給額は、当該納付期間（前4月）において保険料が納付された日に係るその者の標準賃金日額の各月ごとの合算額のうち最大のものの45分の1に相当する額である（第138条）。

### 死亡に関する給付
日雇特例被保険者本人が死亡した場合において、以下のいずれかに該当するときは、その者により生計を維持していた者であって、埋葬を行う者に対し、5万円の埋葬料が支給される（第136条1項、施行令第35条）。
- 本人（死亡者）が療養の給付と同様の保険料納付要件を満たすとき
- 本人の死亡の際、本人が療養の給付等を受けていたとき（死亡の原因が当該療養の給付に係る傷病である必要はない。以下同じ）
- 本人が療養の給付等を受けなくなった日後3月以内であったとき

日雇特例被保険者の被扶養者が死亡した場合においては、療養の給付と同様の保険料納付要件を満たした場合は、家族埋葬料として5万円が支給される（第143条）。
日雇特例被保険者本人が死亡した場合において、埋葬料の支給を受けるべき者がない場合においては、埋葬を行った者に対し、埋葬料の範囲内で、その埋葬に要した費用に相当する額（埋葬費）が支給される（第136条2項）。

## 歴史

### 建設業の一人親方に対する日雇健康保険の擬制適用
「建設業の一人親方が集まって設立した任意の組合を日雇健康保険の適用事業者と擬制し、当該組合に所属する一人親方を日雇健康保険の被保険者とする」という制度。1953年（昭和28年）から1970年（昭和45年）まで存在した。
日雇健康保険の擬制適用の廃止に伴い、救済措置として当時の厚生省は建設産業従事者対象の39の国民健康保険組合を新設認可した。